# Szermierka na Letniej Uniwersjadzie 2019
Zawody w szermierce w ramach Letniej Uniwersjady 2019 zostały rozegrane w dniach 4-9 lipca 2019 r. w hali PalaUniSa w Baronissi. 

## Medaliści i medalistki[2]

### Mężczyźni
| Konkurencja          | Złoto             | Srebro            | Brąz                            |
| Szpada indywidualnie | Martin Rubeš      | Dmitrij Gusiew    | Jang Hyo-min Wojciech Kolańczyk |
| Szpada drużynowo     | Korea Południowa  | Rosja             | Włochy                          |
| Szabla indywidualnie | Oh Sang-uk        | Frederic Kindler  | Matteo Neri Răzvan Ursachi      |
| Szabla drużynowo     | Korea Południowa  | Niemcy            | Francja                         |
| Floret indywidualnie | Damiano Rosatelli | Guillaume Bianchi | Meddy Elice Yuto Ueno           |
| Floret drużynowo     | Włochy            | Korea Południowa  | Rosja                           |

### Kobiety
| Konkurencja          | Złoto                 | Srebro             | Brąz                               |
| Szpada indywidualnie | Alexandra Louis-Marie | Jewgienija Żarkowa | Roberta Marzani Nickol Tal         |
| Szpada drużynowo     | Rosja                 | Włochy             | Polska                             |
| Szabla indywidualnie | Sara Balzer           | Lucia Lucarini     | Michela Battiston Jeon Su-in       |
| Szabla drużynowo     | Włochy                | Francja            | Korea Południowa                   |
| Floret indywidualnie | Erica Cipressa        | Morgane Patru      | Camilla Mancini Mălina Călugăreanu |
| Floret drużynowo     | Włochy                | Rosja              | Francja                            |

## Źródła
1. ↑  Handbook - Fencing [online].
2. ↑  Medalists by event [online].